# Flemming Jørgensen
Flemming Duun Jørgensen, detto Bamse (Randers, 7 febbraio 1947 – Egå, 1º gennaio 2011), è stato un cantante pop e attore danese, noto per essere stato il leader del gruppo Bamses Venner.

## Biografia
Negli ultimi anni ha pubblicato anche degli album da solista, l'ultimo dei quali è stato Tæt på, del 2010. Bamse ha fatto parte dello scenario musicale danese per più di 35 anni e ha venduto oltre tre milioni e mezzo di copie.
Jørgensen ha occasionalmente lavorato come attore e nel 1986 ha ricevuto un Premi Robert 1986 per il miglior attore non protagonista dell'anno nel film Ofelia kommer til byen.
Il cantante è scomparso un mese prima del suo 64º compleanno durante le prime ore del  2011 per un arresto cardiaco a Egå, un sobborgo di Århus.

## Discografia parziale

### Album
- 1977 - Din sang
- 1979 - Solen skinner
- 1980 - Bamse Live I
- 1980 - Bamse Live II
- 1987 - Lige nu
- 1988 - 1988
- 1994 - Lidt for mig selv
- 1995 - Jul på Vimmersvej
- 1999 - Stand By Me
- 2001 - Always on My Mind
- 2005 - Be My Guest
- 2007 - Love Me Tender
- 2010 - Tæt på